# Microlaimus acicularis
Microlaimus acicularis is een rondwormensoort uit de familie van de Microlaimidae. De wetenschappelijke naam van de soort is voor het eerst geldig gepubliceerd in 1976 door Lorenzen.